# ゆずの葉ゆれて
『ゆずの葉ゆれて』（ゆずのはゆれて）は、椋鳩十児童文学賞を受賞した佐々木ひとみの小説『ぼくとあいつのラストラン』を映画監督の神園浩司が実写映画化した人間ドラマ。津川雅彦、松原智恵子が演じる老夫婦の若き日の思い出と、隣家の少年の不思議な体験や、家族への思いを描く。

## あらすじ
美しい山と海に囲まれた鹿児島の田舎町で、老夫婦と、家族同様に接する隣家の若い家族が暮らしていた。小学4年生の武は、隣のジイちゃんが大好きだったが、ジイちゃんは寝たきりになり、足が遠のく内に亡くなってしまった。武が悲しんでいると、白いシャツを着た見知らぬ少年ヒサオが現われ、かけっこをして早く走るコツを教え、気を紛らわせてくれた。ジイちゃんの娘らが実家へ戻ってきて、葬儀の準備をする中で、バアちゃんは若かったころの夫婦の暮らしを思い出していた。葬儀の日、武は、ヒサオから宝探しをしようと誘われ、ユズの木の根本から、錆びついた缶を掘り出す。

## 原作
原作は佐々木ひとみが故郷の茨城県を想って書いた小説『ぼくとあいつのラストラン』で、2010年に鹿児島市主催の第20回椋鳩十児童文学賞を受賞した作品。

## 制作
制作は鹿児島市をはじめ、地元各企業、団体、個人の協力を得て、株式会社グループ風土舎みすみぷろ、有限会社鹿児島文化企画が行った。
撮影は子役の夏休みに行う必要があり、2015年7月26日の喜入祭り風景撮影に始まり、8月8日の演技クランクインから8月27日までの約1ヶ月間、鹿児島県鹿児島市喜入町で行われた。映画で植えられた喜入生見町のユズの木は制作終了後も保存されたが、カミキリムシの被害で枯れてしまったため2024年に新たに植え直された。
監督、脚本を務めた神園浩司は宮崎県都城市出身。1991年の『曼荼羅 若き日の弘法大師・空海』、1994年の『仮面ライダーJ』などで助監督を務め、手がけ、1998年にテレビドラマ『真・女神転生デビルサマナー』で監督を務めたが、劇場映画の監督は本作が初。

## 上映
地元の鹿児島市では2016年8月2日に天文館シネマパラダイスで完成披露試写会が行われ、キャストの松原智恵子、山時聡真、主題歌を歌った奄美大島在住の歌手元ちとせ、神園浩司監督が舞台挨拶を行った。
2016年8月20日に全国公開。初日は東京の有楽町スバル座で神園浩司監督、松原智恵子、山時聡真、辻本祐樹、中村美沙らによる舞台挨拶がおこなれ、立ち見がでるほとの盛況となった。
また、翌8月21日には、鹿児島市の天文館シネマパラダイスで、神園浩司監督、山時聡真、地元出演者らによる公開記念の舞台挨拶が行われた。

## 映画祭への出品・受賞

### ソチ国際映画祭
2016年12月に第1回ソチ国際映画祭で日本文化思想の啓蒙貢献作品賞を受賞、松原智恵子が主演女優賞を受賞。

### アジア国際映画祭
2017年2月に東京で開催された第1回アジア国際映画祭に出品、上映。

## スタッフ
- 監督・脚本：神園浩司[6]
- 助監督：日垣一博
- プロデューサー：三角清子[6]
- アシスタントプロデューサー：桑山和之
- 撮影：岡雅一[6]
- 音響効果：渋谷圭介
- 音楽：佐藤洋介
- 主題歌：元ちとせ[6]「君の名前を呼ぶ」（配信限定）
- 照明：緑川雅範
- 録音：永口靖
- 方言指導：石神剛

## キャスト
- バアちゃん（鈴田柚子）：松原智恵子[7]
- ジイちゃん（鈴田久雄）：津川雅彦[7]
- 風間武：山時聡真（さんとき そうま。子役）
- 武の父：西村和彦
- 武の母：小林綾子
- 武の姉、風間裕美：平岡真衣（子役）
- 鈴田夫妻の長女：芳本美代子
- 鈴田夫妻の次女：真由子
- ヒサオ：木村隆信（子役）
- 幼い頃の武：前田健晴
- 若い頃のジイちゃん：辻本祐樹
- 若い頃のバアちゃん：中村美沙